# Caja Rural-Seguros RGA

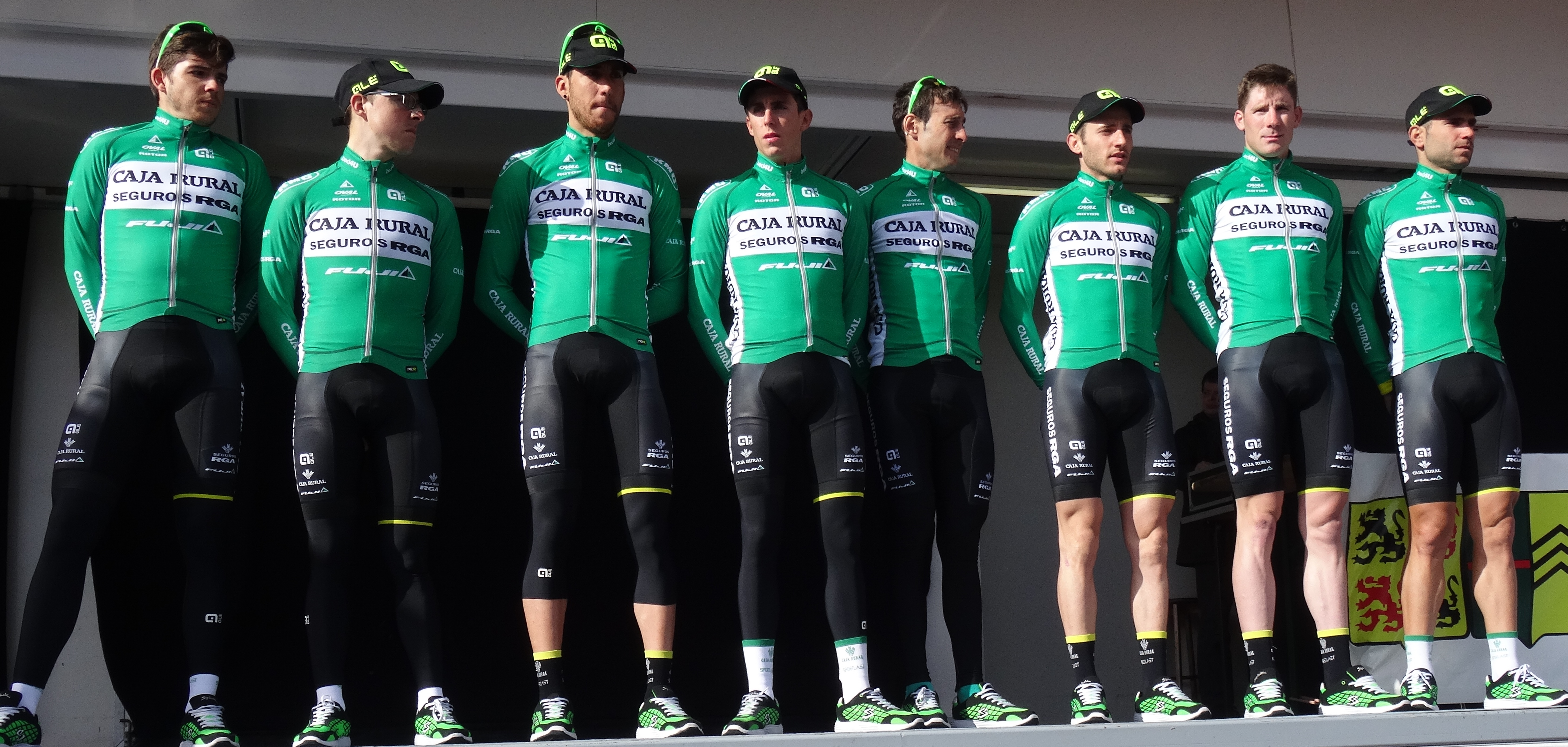
L'equip al 2015

El Caja Rural-Seguros RGA (codi UCI: CJR), és un equip ciclista professional espanyol, de categoria Professional Continental, amb seu a Altsasu, Navarra. Es va crear el 2010 sota el patrocini de la Caja Rural. El 21 de febrer de 2013 l'equip anuncià que passaria a anomenar-se Caja Rural-Seguros RGA trobat un segon patrocinador.
No s'ha de confondre aquest equip amb l'antic Caja Rural de la dècada de 1980.

## Palmarès

### Curses d'un dia
- Circuit de Getxo. 2018 (Alex Aranburu), 2019 (Jon Aberasturi)

### Curses per etapes
- Volta a Astúries. 2012 (Javier Moreno), 2013 (Amets Txurruka), 2016 (Hugh Carthy)
- Tour de Beauce. 2015 (Peio Bilbao)
- Volta a Turquia. 2016 (José Gonçalves)

### Grans Voltes
- Volta a Espanya
  - 10 participacions: (2012, 2013, 2014, 2015, 2016, 2017, 2018, 2019, 2020, 2021)
  - 1 victòria d'etapa: 
    - 1 el 2012: Antonio Piedra

  - 3 classificacions secundàries:
    - Premi de la Combativitat: 2013 (Javier Aramendia)
    - Classificació de la muntanya: 2014 (Luis León Sánchez), 2015 (Omar Fraile)

### Campionats nacionals
- : Campionat de Bulgària en ruta: (2) 2012 i 2013 (Daniel Andonov Petrov)
- : Campionat de Portugal en ruta: (1) 2012 (Manuel Antonio Cardoso)

## Composició de l'equip 2022
| Ciclista            | Data de naixement | País       | Equip any anterior                                |
| ------------------- | ----------------- | ---------- | ------------------------------------------------- |
| Julen Amezqueta     | 12/08/1993        | Espanya    | Caja Rural-Seguros RGA                            |
| Orluis Aular        | 05/11/1996        | Veneçuela  | Caja Rural-Seguros RGA                            |
| Aritz Bagües        | 19/08/1989        | Espanya    | Caja Rural-Seguros RGA                            |
| Fernando Barceló    | 06/01/1996        | Espanya    | Cofidis                                           |
| Jon Barrenetxea     | 20/04/2000        | Espanya    | Caja Rural-Seguros RGA                            |
| Juan Fernando Calle | 18/07/1999        | Colòmbia   | Caja Rural-Seguros RGA                            |
| Jefferson Cepeda    | 02/03/1996        | Equador    | Caja Rural-Seguros RGA                            |
| Álvaro Cuadros      | 12/04/1995        | Espanya    | Caja Rural-Seguros RGA                            |
| Josu Etxeberria     | 09/09/2000        | Espanya    | Caja Rural-Seguros RGA                            |
| Jhojan García       | 10/01/1998        | Colòmbia   | Caja Rural-Seguros RGA                            |
| David González      | 21/02/1996        | Espanya    | Caja Rural-Seguros RGA                            |
| Calum Johnston      | 01/11/1998        | Regne Unit | Neo-professional (Caja Rural-Seguros RGA amateur) |
| Jonathan Lastra     | 03/06/1993        | Espanya    | Caja Rural-Seguros RGA                            |
| Iúri Leitão         | 03/07/1998        | Portugal   | Tavfer-Measindot-Mortágua                         |
| Sergio Román Martín | 13/12/1996        | Espanya    | Caja Rural-Seguros RGA                            |
| Jokin Murguialday   | 19/03/2000        | Espanya    | Caja Rural-Seguros RGA                            |
| Joel Nicolau        | 23/12/1997        | Espanya    | Caja Rural-Seguros RGA                            |
| Mikel Nieve         | 26/05/1984        | Espanya    | Team BikeExchange                                 |
| Yesid Pira          | 28/06/1999        | Colòmbia   | Caja Rural-Seguros RGA (stagiaire)                |
| Eduard Prades       | 09/08/1987        | Espanya    | Delko                                             |
| Michal Schlegel     | 31/05/1995        | Txèquia    | Elkov-Kasper                                      |

## Classificacions UCI

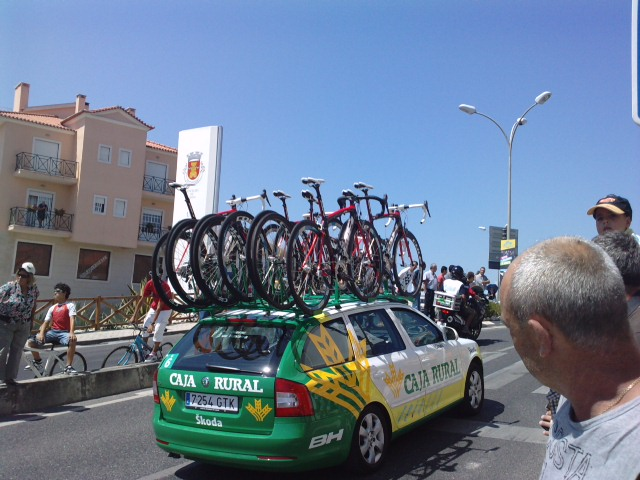
Vehicle de l'equip al 2010

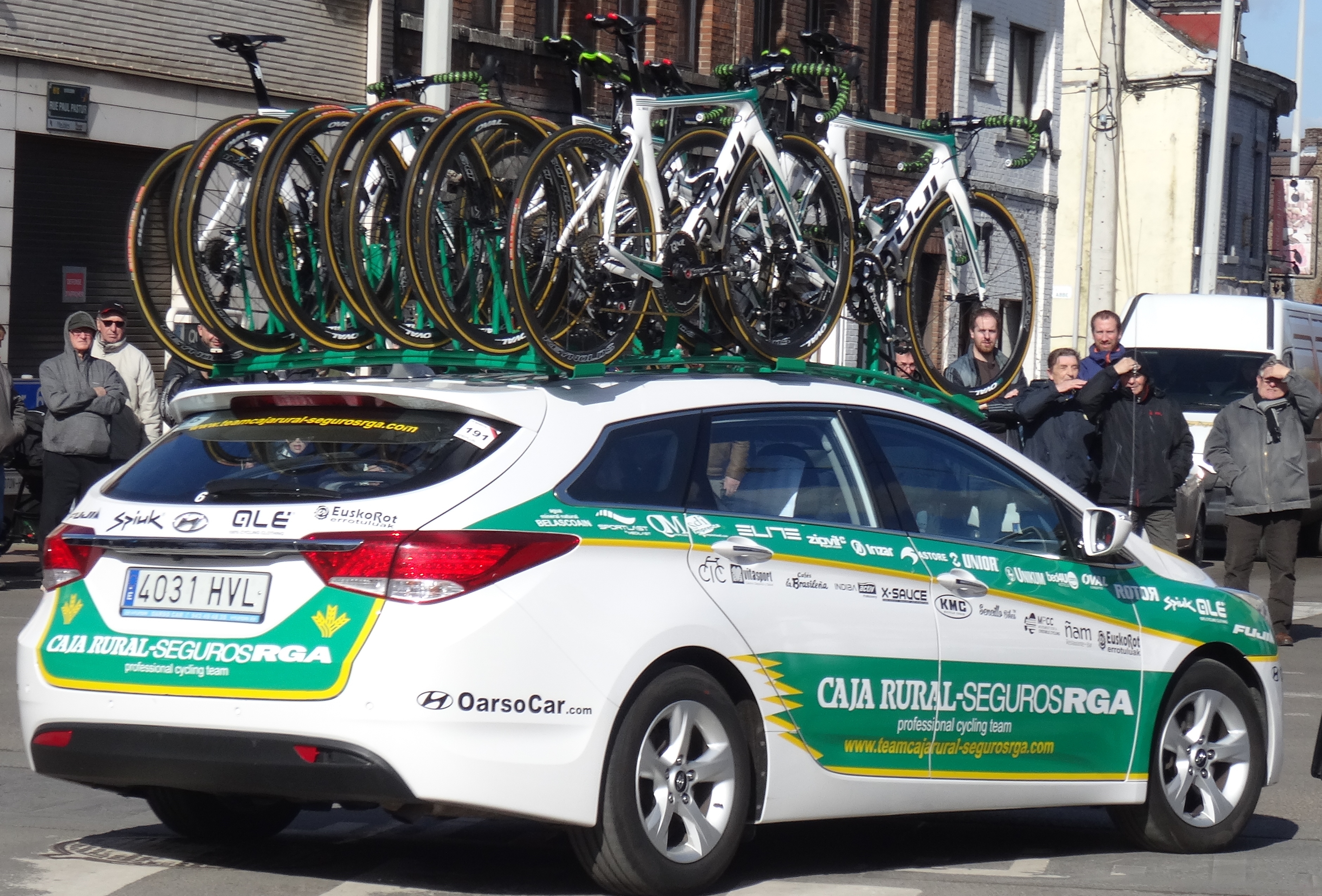
Vehicle de l'equip al 2015

L'equip participa en les proves dels circuits continentals, en particular de l'UCI Europa Tour. La taula presenta les classificacions de l'equip en els diferents circuits, així com el millor ciclista en la classificació individual.
UCI Àfrica Tour
| Temporada | Classificació per equips | Millor ciclista en la classificació individual |
| --------- | ------------------------ | ---------------------------------------------- |
| 2014      | 8è                       | Luis León Sánchez (8è)                         |

UCI Amèrica Tour
| Temporada | Classificació per equips | Millor ciclista en la classificació individual |
| --------- | ------------------------ | ---------------------------------------------- |
| 2010      | 27è                      | Joaquín Sobrino (172è)                         |
| 2012      | 42è                      | Marcos García (361è)                           |
| 2015      | 11è                      | Carlos Barredo (45è)                           |
| 2016      | 15è                      | Eduard Prades (36è)                            |
| 2017      | 15è                      | Chris Butler (67è)                             |
| 2018      | 39è                      | Lluís Mas Bonet (348è)                         |
| 2021      |                          | Jhojan García (29è)                            |

UCI Àsia Tour
| Temporada | Classificació per equips | Millor ciclista en la classificació individual |
| --------- | ------------------------ | ---------------------------------------------- |
| 2011      | 41è                      | Fabricio Ferrari (130è)                        |
| 2018      | 96è                      | Alex Aranburu (559è)                           |

UCI Europa Tour
| Temporada | Classificació per equips | Millor ciclista en la classificació individual |
| --------- | ------------------------ | ---------------------------------------------- |
| 2010      | 37è                      | José Herrada (77è)                             |
| 2011      | 28è                      | Javier Moreno (35è)                            |
| 2012      | 21è                      | David de la Cruz (95è)                         |
| 2013      | 15è                      | Francesco Lasca (24è)                          |
| 2014      | 11è                      | Peio Bilbao (40è)                              |
| 2015      | 10è                      | Amets Txurruka (34è)                           |
| 2016      | 4t                       | Sergio Pardilla (25è)                          |
| 2017      | 17è                      | Jaime Rosón (61è)                              |
| 2018      | 33è                      | Alex Aranburu (155è)                           |
| 2019      | 17è                      | Alex Aranburu (198è)                           |
| 2020      | 12è                      | Jon Aberasturi (168è)                          |
| 2021      | 12è                      | Jonathan Lastra (129è)                         |

El 2016 la Classificació mundial UCI passa a tenir en compte totes les proves UCI. Durant tres temporades existeix paral·lelament amb la classificació UCI World Tour i els circuits continentals. A partir del 2019 substitueix definitivament la classificació UCI World Tour.
| Temporada | Classificació per equips | Millor ciclista en la classificació individual |
| --------- | ------------------------ | ---------------------------------------------- |
| 2016      | -                        | Sergio Pardilla (100è)                         |
| 2017      | -                        | Jaime Rosón (144è)                             |
| 2018      | -                        | Alex Aranburu (268è)                           |
| 2019      | 37è                      | Alex Aranburu (237è)                           |
| 2020      | 35è                      | Jon Aberasturi (202è)                          |
| 2021      | 31è                      | Jonathan Lastra (151è)                         |